# Storhetens Tillbedjan
Storhetens tillbedjan är en essä av Carl Jonas Love Almqvist. Den ingår i band XII av den så kallade duodesupplagan av Törnrosens bok, vilket utkom 1839. Almqvist utvecklar i texten begreppsparet stor–liten, som återkommer på flera andra ställen i författarskapet.